# Liste der Naturdenkmale in Kirchheim am Neckar
| Naturdenkmale | Anzahl |
| ------------- | ------ |
| FND           | 3      |
| END           | 2      |
| Gesamt        | 5      |

Die Liste der Naturdenkmale in Kirchheim am Neckar nennt die verordneten Naturdenkmale (ND) der im baden-württembergischen Landkreis Ludwigsburg liegenden Gemeinde Kirchheim am Neckar. In Kirchheim am Neckar gibt es insgesamt fünf als Naturdenkmal geschützte Objekte, davon drei flächenhafte Naturdenkmale (FND) und zwei Einzelgebilde-Naturdenkmale (END).
Stand: 30. Oktober 2016.

## Flächenhafte Naturdenkmale (FND)
| Name                                       | Bild | Kennung     | Einzelheiten        | Position | Fläche Hektar | Datum        |
| ------------------------------------------ | ---- | ----------- | ------------------- | -------- | ------------- | ------------ |
| Geologischer Aufschluß von Neckarschottern | BW   | 81180400002 | Kirchheim am Neckar | ⊙        | 0,0           | 7. Aug. 2009 |
| Hohlweg im Gewann Loch                     | BW   | 81180400005 | Kirchheim am Neckar | ⊙        | 0,4           | 2. Apr. 1993 |
| Tuff-Felsen                                | BW   | 81180400003 | Kirchheim am Neckar | ⊙        | 0,3           | 7. Juli 1989 |
| Legende für Naturdenkmal                   |      |             |                     |          |               |              |

## Einzelgebilde (END)
| Name                     | Bild | Kennung     | Einzelheiten | Position | Fläche Hektar | Datum        |
| ------------------------ | ---- | ----------- | --- | -------- | ------------- | ------------ |
| 1 Sommerlinde            |      | 81180400001 | Kirchheim am Neckar 1830 anlässlich des Jubiläums „300 Jahre Augsburger Konfession“ gepflanzt. Die Linde steht auch unter Denkmalschutz, siehe die Liste der Kulturdenkmale in Kirchheim am Neckar. | ⊙        | 0,0           | 7. Juli 1989 |
| 4 Mostbirnbäume          | BW   | 81180400004 | Kirchheim am Neckar | ⊙        | 0,0           | 7. Juli 1989 |
| Legende für Naturdenkmal |      |             | |          |               |              |